# Bigelbach
Bigelbach (lb. Bigelbaach) – wieś (Uertschaft) we wschodnim Luksemburgu, w kantonie Diekirch, w gminie Reisdorf. Do 3 października 2015 miejscowość leżała w dystrykcie Diekirch. Wieś zamieszkuje 112 osób (1 stycznia 2023).